# Inolimomab
Inolimomab là một kháng thể đơn dòng của chuột được phát triển như một loại thuốc ức chế miễn dịch chống lại bệnh ghép so với vật chủ. Mục tiêu của nó là chuỗi alpha của thụ thể interleukin-2.